# بيتر نيلسن (لاعب رماية)
بيتر نيلسن هو لاعب رماية دنماركي، ولد في 22 يناير 1890 في هيليسينكور في الدنمارك، وتوفي في 26 يناير 1972 في كوبنهاغن في الدنمارك.

## وصلات خارجية
- بيتر نيلسن على موقع أوليمبيديا (الإنجليزية)